# Lió
Lió (antigament Lleó (del Roine)), en francès: Lyon, en arpità: Liyon) és una ciutat francesa, capital de la Metròpoli de Lió i de la regió d'Alvèrnia-Roine-Alps. La ciutat és la tercera més gran de França, amb 506.615 habitants, i l'àrea metropolitana és la segona després de París, amb 2.214.068 habitants.
Situada al nord del corredor natural de la vall del Roine (que uneix Lió amb Marsella) i entre el Massís Central a l'oest i els Alps a l'est, la ciutat de Lió ocupa una posició estratègica en la circulació nord-sud a Europa.
Antiga capital de la Gàl·lia durant l'Imperi Romà; durant l'edat mitjana, Lió es va convertir en una ciutat comercial i després al segle xix en una plaça financera de primer ordre. La seva prosperitat econòmica va augmentar successivament pel monopoli de la seda i després per l'aparició d'indústries, sobretot tèxtils i de productes químics. Avui dia és un important centre industrial especialitzat en indústries químiques, farmacèutiques i biotecnològiques.
Lió és la segona ciutat universitària de França, acollint a la seva àrea metropolitana a més de 140.000 estudiants repartits en tres universitats i nombroses escoles d'enginyers i "grandes écoles". A més compta amb un patrimoni històric i arquitectònic important, tenint inscrita una gran superfície com Patrimoni de la Humanitat de la UNESCO l'any 1998
Històricament coneguda com la capital mundial de la seda, famosa com una de les capitals gastronòmiques de França entre les principals del país.

## Geografia
És en una cruïlla natural de camins, al curs mitjà del riu Roine, a la confluència d'aquest amb el seu principal afluent, el Saona. La zona més antiga de Lió és el barri de Sant Joan, sota el turó de Fourvière, al marge dret del Saona. L'Ajuntament i tota la ciutat dels segles xviii i xix són a la zona entre els rius, i la ciutat moderna a l'altra banda del Roine.

### Situació geogràfica

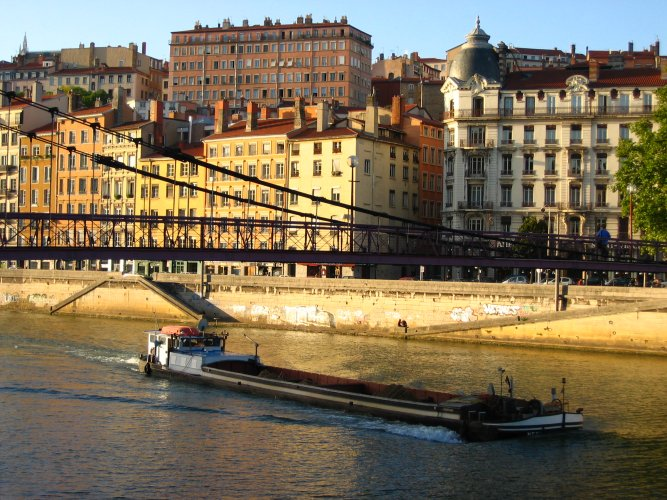
Riu Saona al seu pas per Lió

Lió està situada a l'est de França, en la confluència dels rius Roine i Saona. La ciutat es troba entre els massissos muntanyencs dels Alps a l'est i el Massís Central a l'oest i constitueix la ciutat central de la Metròpoli de Lió o Gran Lió.

### Topografia
La geografia de la ciutat està dominada pels rius Roine i Saona, que convergeixen al sud de la ciutat formant una península o presqu'île; dos pujols, un a l'oest i un altre al nord i l'extensa plana que s'estén a l'est del centre històric de la ciutat.
A l'oest està Fourvière (anomenada «el pujol que resa»), coronat per la Basílica de Notre-Dame i la Torre metàl·lica de telecomunicacions inspirada en la Torre Eiffel.
Al nord es troba la Croix-Rousse («el pujol que treballa»), lloc en el qual es trobaven molts tallers de confecció de teles de seda.

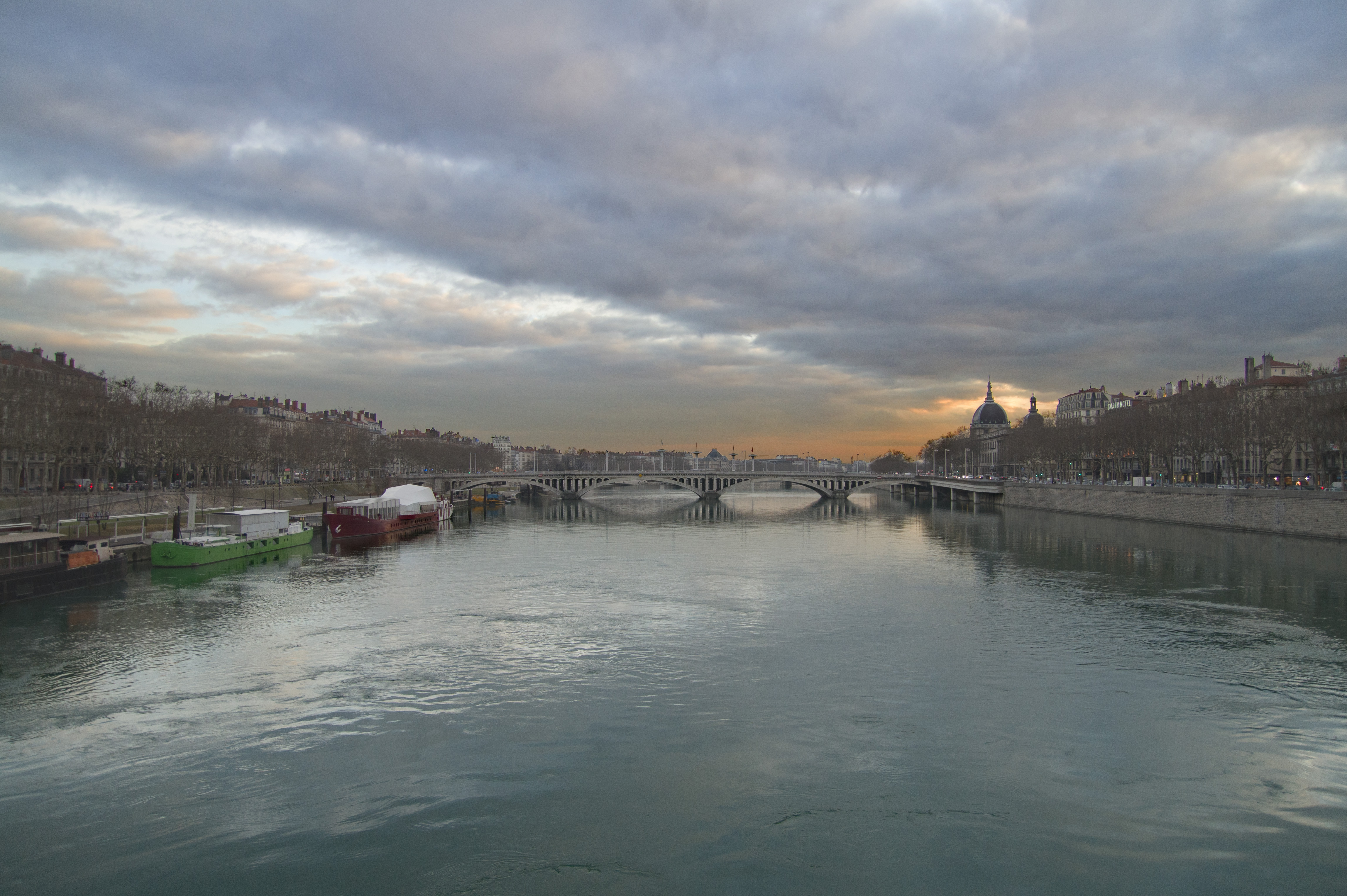
El riu Roine al seu pas per Lió, des del pont Lafayette.

Entre el pujol de Fourvière i el Saona se situa un barri llarg i estret, el Vell Lió (Vieux Lyon), que forma la part medieval i renaixentista de la ciutat. Està dividit en tres parts: Saint-Georges, Saint-Jean (on hi ha la Catedral de Lió) i Saint-Paul.
En la Presqu'île, península situada entre els dos rius, es troben els principals carrers comercials de la ciutat, a més de la plaça de Bellecour, una de les places per als vianants més grans d'Europa.
A l'altre costat del Roine, a l'est, en una gran plana, s'estén la resta de la ciutat. Urbanitzats segons un plànol ortogonal, els barris de la Part-Dieu i els Brotteaux, el primer, barri de negocis i comercial; el segon, al nord, més residencial i on es troba el parc de la Tête d'Or (Cap d'Or), un dels majors parcs urbans d'Europa.

### Climatologia
Lió posseeix un clima oceànic que s'acosta a un clima semicontinental, la qual cosa provoca majors pluges a l'estiu que a l'hivern. La sensació de fred és reforçada per la brisa. El seu clima beneficia molt a l'ecoturisme.

### Arrondissements

Lió i els seus 9 arrondisements

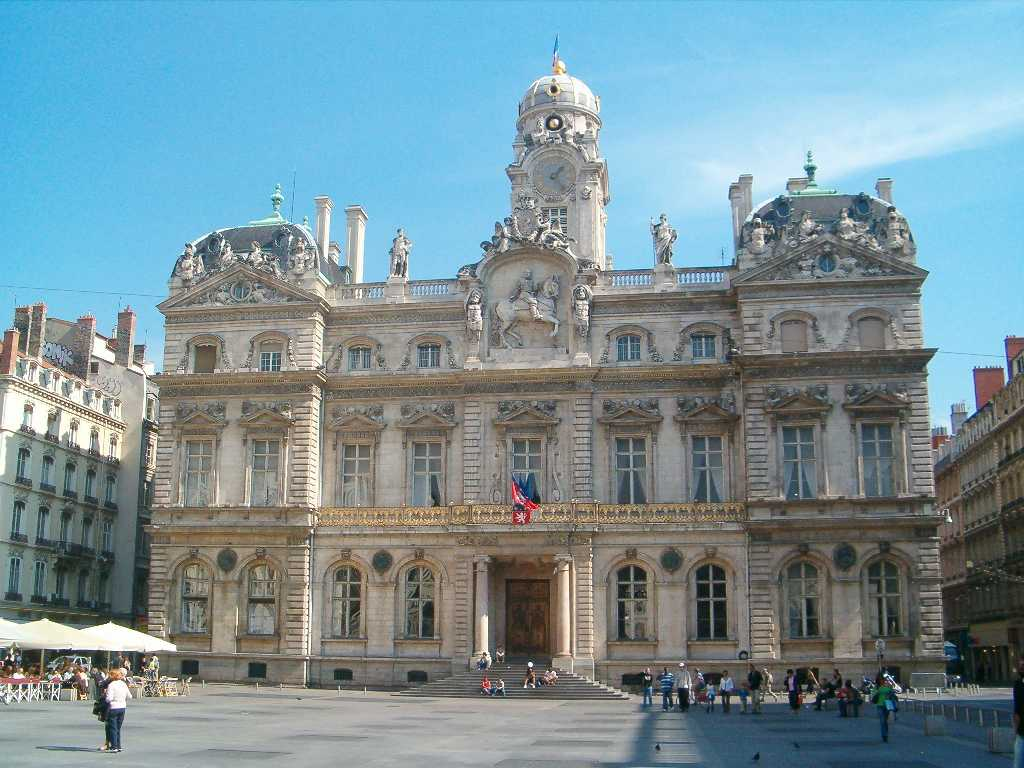
Hôtel de Ville

Igual que París i Marsella, Lió està dividit en arrondissements (districtes), cadascun d'ells identificat per un nombre i amb el seu propi Ajuntament.
Dins de cada districte hi ha un nombre de barris:
- 1.er arrondissement: (Antic Cantó de Lió-II) Pentes de la Croix-Rousse, Terreaux, Martinière/St-Vincent.
- 2n arrondissement: (Antic Cantó de Lió-I) Cordeliers, Bellecour, Ainay, Perrache, Confluence.
- 3r arrondissement: (Antics Cantó de Lió-VIII, Cantó de Lió-XI, Cantó de Lió-XIII) Lió Part-Dieu.
- 4t arrondissement: (Antic Cantó de Lió-III) Plateau de la Croix-Rousse.
- 5è arrondissement: (Antic Cantó de Lió-V) Vieux Lyon.
- 6è arrondissement: (Antics Cantó de Lió-VI i Cantó de Lió-VII) Brotteaux, Bellecombe, parc de la Tête d'Or, Cité Internationale.
- 7è arrondissement: (Antics Cantó de Lió-IX, Cantó de Lió-X) Guillotière (sud), plaça Jean-Macé, Gerland.
- 8è arrondissement: (Antics Cantó de Lió-XII, Cantó de Lió-XIV) Monplaisir (sud), Bachut, États-Unis, Grand Trou/Moulin à Vent, Grange Blanche (sud), Laënnec, Mermoz, Monplaisir-la-Plaine.
- 9è arrondissement: (Antic Cantó de Lió-IV) Vaise, Duchère, Rochecardon, St-Rambert-l'Île-Barbe, Gorge de Loup, Observance, Champvert (nord).

## Història
Va ser fundada pels romans com a Lugdúnum i encara conserva el teatre (teatre gal·loromà de Fourvière) i altres restes de l'època. Alguns monuments importants són l'església de Notre-Dame de Fourvière, la Catedral de Lió, dedicada a Sant Joan, l'Ajuntament i la magnífica place des Terreaux i el barri dels Estats Units, amb el seu racionalisme arquitectònic, propi de final del segle xix.

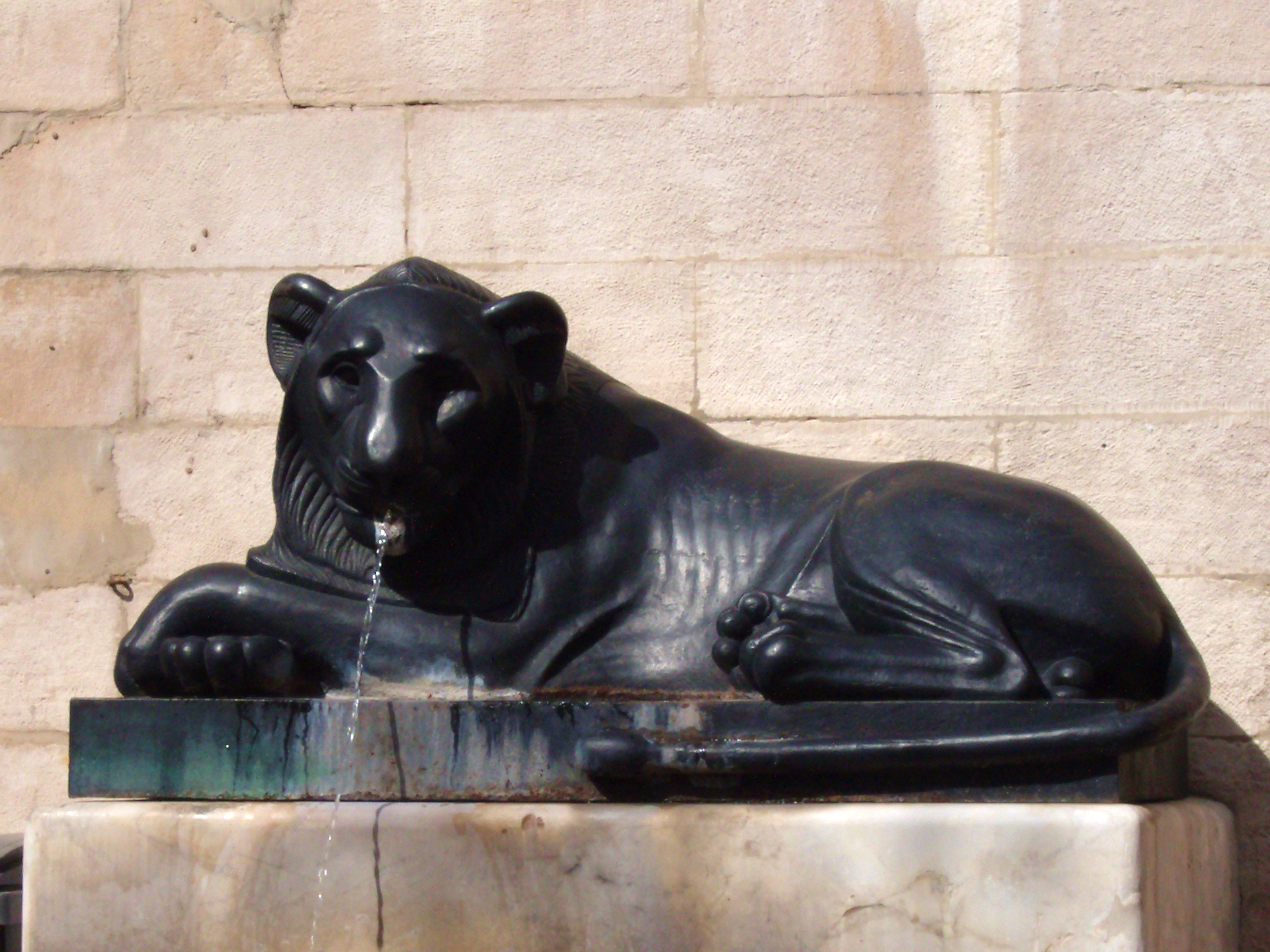
El lleó es el símbol de la ciutat i apareix al seu escut des de l'edat mitjana

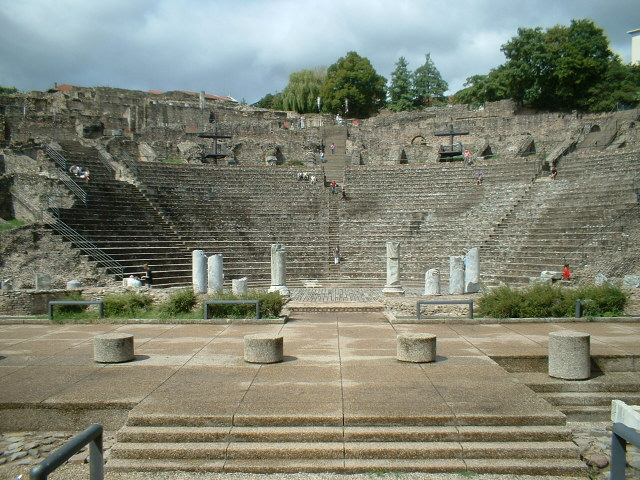
Teatre romà en el pujol de la Fourvière

### Lugdúnum
Lugdúnum va ser fundada en el pujol de Fourvière com una colònia romana l'any 43 a. C. per Luci Munaci Planc, un lloctinent de Juli Cèsar, en el lloc en el qual s'alçava una fortificació cèltica anomenada Lug[o]dunon ―del déu cèltic Lug (‘llum’) i dúnon (‘castro’).
El general romà Agripa, va aprofitar la situació de Lugdúnum en la via natural del nord al sud-est de la Gàl·lia i la va convertir en el punt de partida dels principals camins per tota la Gàl·lia romana. Posteriorment es convertiria a la capital de la Gàl·lia, en part gràcies a la seva convenient ubicació en la confluència de dos rius navegables i ràpidament va arribar a ser la seva principal ciutat. Dos emperadors van néixer en aquesta ciutat: Claudi i Caracalla. Avui dia l'arquebisbe de Lió és encara denominat “Primat de les Gàl·lies” i la ciutat sovint és coneguda com a “capital de les Gàl·lies”.
Va ser aquesta urbs el centre de les institucions romanitzades de les tres Gàl·lies. En 12 a. de C. Drus va manar construir aquí el Santuari federal de les Tres Gàl·lies que incloïa un temple en honor de Cèsar August i a Roma. Posseïa aquest temple una esplanada amb 400,000 metres quadrats, bella per si mateixa però a més acompanyada per múltiples belles estàtues enviades per totes les ciutats de la Gàl·lia. El summe sacerdot del culte a August en aquest temple, Gay Juli Ruf, va manar aixecar un amfiteatre al costat de l'edifici. En l'amfiteatre es feien espectacles gratuïts cada 1 d'agost. El mateix sacerdot va erigir un arc de triomf l'any 19 d. de C. on gravà tota la seva genealogia, que remuntava a primigenis aristòcrates
L'any 177 va ser martiritzat a Lió un grup de cristians conegut com a Màrtirs de Lió i Viena
A la fi del segle ii (19 de febrer de 197) va ser testimoni de la major i més cruel batalla lliurada entre exèrcits romans: en la Colònia Copia Claudia Augusta Lugdúnum, l'emperador romà Septimi Sever (145-211) va derrotar l'usurpador Clodi Albí (147-197) en la coneguda com batalla de Lugdúnum.

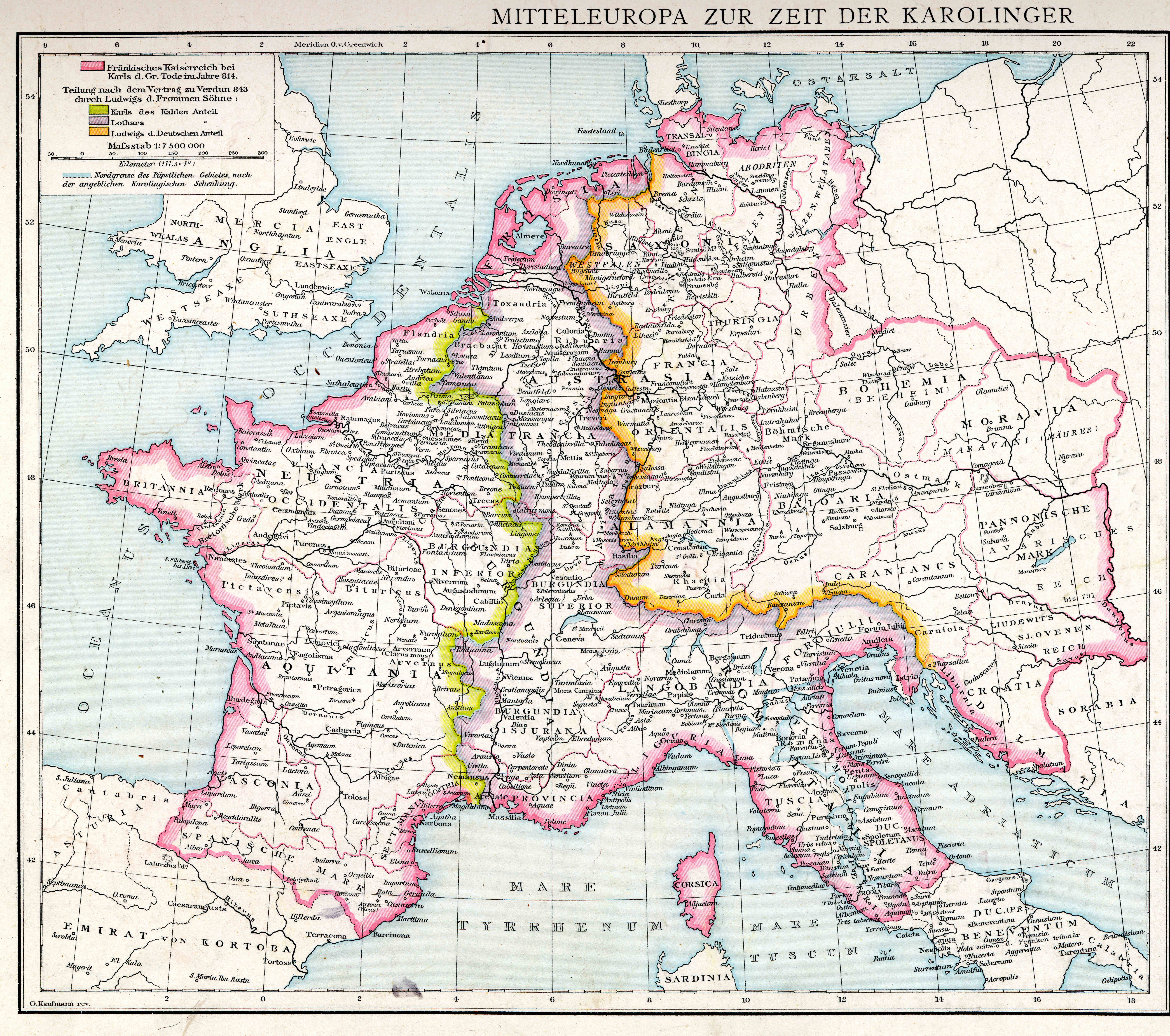
Divisió de l'Imperi Carolingi després de les mort de Carlemany

Durant el segle iii la ciutat comença un declivi i perd la seva condició de capital de la Gàl·lia en 297, en benefici de Trèveris, més prop de la frontera del Rin. Lugdúnum no és més que la seu administrativa d'una petita província (Lió, Borgonya i Franc-Comtat). L'any 437 les tribus germàniques refugiades a Borgonya després de la destrucció de Worms pels huns, van ser reassentades pel comandant militar d'Occident, Aeci, a Lugdúnum.

### Lió medieval
Pel Tractat de Verdun (843), Lió va quedar inclosa a les terres que corresponien a l'emperador Lotari I, net de Carlemany (Ducat de Lió; Comtat de Lió); més tard després de la divisió d'aquest va formar part del regne de Provença. Lió no va quedar sota control francès fins al segle xiv.
L'any 1245 s'hi va celebrar el Primer Concili de Lió, seguit el 1274 per l'important Segon Concili de Lió
Durant la Guerra dels Cent Anys, Lió es manté fidel als reis de França. Això unit a la proximitat a Itàlia, país amb una primerenca florida econòmica i cultural, va produir un important desenvolupament per a la ciutat. L'any 1494 el rei Carles VIII va consolidar la celebració de quatre grans fires anuals, fet decisiu per al desenvolupament de la ciutat, esdevinguda punt de trobada entre el nord i el sud d'Europa.

### La ciutat en època moderna
El Renaixement és la seva edat d'or. Econòmicament es desenvolupa a partir del segle xvi amb l'arribada dels banquers florentins; els comerciants, atrets per les quatre fires anuals; la instal·lació d'impremtes (la primera, establerta el 1473); el manteniment dels llaços comercials amb Alemanya i sobretot el comerç de la seda. Lió es converteix a la primera plaça bancària i en una de les majors ciutats de Europa. D'aquesta època es conserven molts edificis renaixentistes, testimonis d'aquella riquesa.

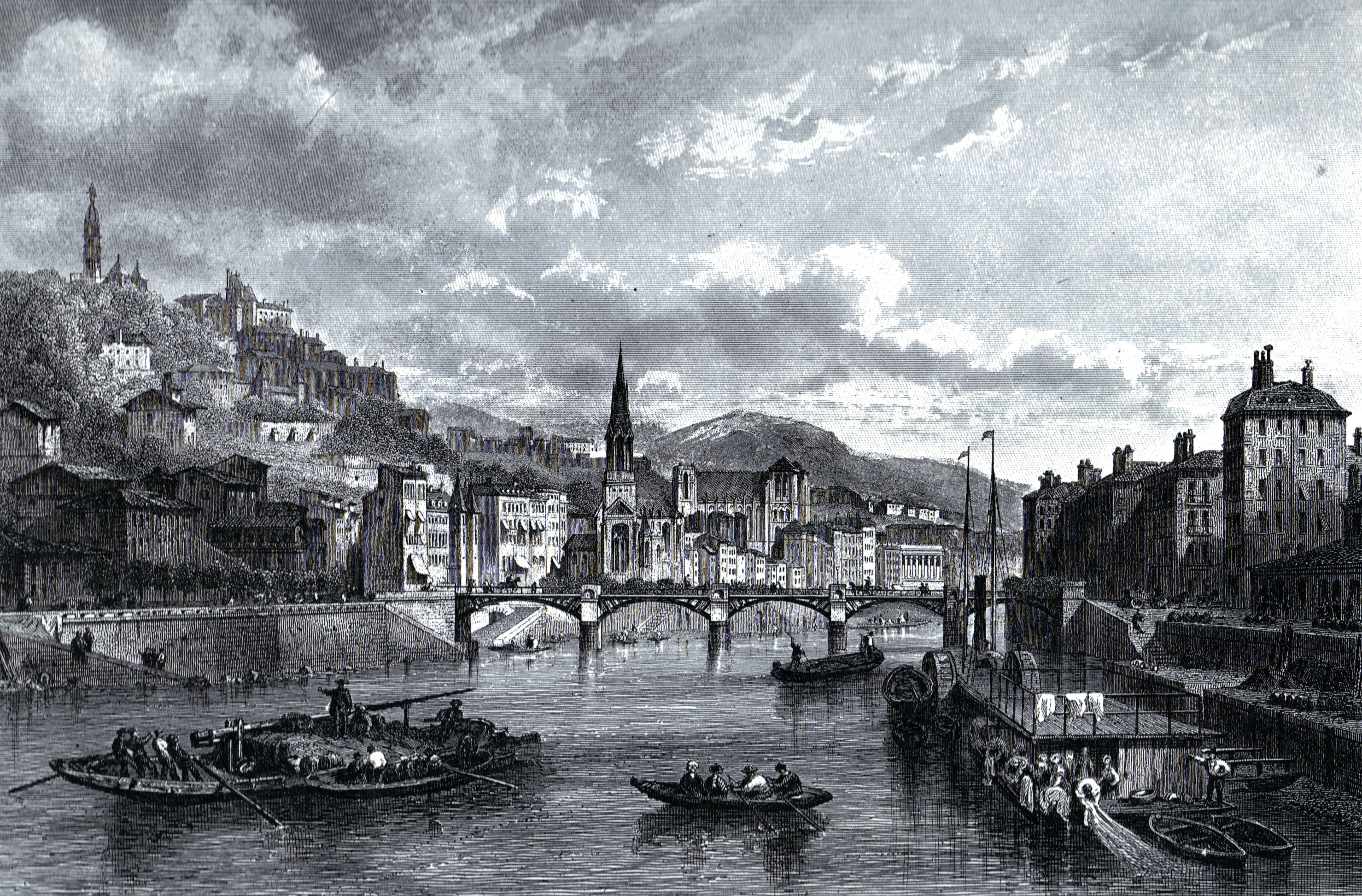
Lió al segle.

Malgrat tot, la vida de la gent comuna seguia sent difícil, això provocarà revoltes que juntament amb les Guerres de religió, donarà lloc a un lent declivi. L'any 1562 la ciutat va ser saquejada, en el marc de les Guerres de Religió. Lió ja no recuperarà el prestigi anterior a les guerres: la majoria de les impremtes es traslladaran a Ginebra i igualment moltes famílies de banquers abandonaran la ciutat.
L'any 1600 va tenir lloc a Lió el casament entre el rei Enric IV i Maria de Mèdici. Entre els segles xvii i xviii la ciutat està sota tutela directa de la monarquia. La construcció del nou Ajuntament, un dels Hotels de Ville més sumptuosos de França, en la qual intervé l'arquitecte reial Hardoiun Mansart, expressa aquesta relació de la ciutat amb el rei. Així mateix, és Colbert, ministre de Lluís XIV, que el 1667 organitza la producció de teixits de seda a Lió.
Durant la Revolució francesa, Lió es va alçar contra la Convenció Nacional i va donar suport als Girondins. En 1793, la ciutat va ser assetjada durant més de dos mesos pels exèrcits revolucionaris, abans de finalment rendir-se. Diversos edificis van ser destruïts; una dècada més tard el mateix Napoleó va ordenar la reconstrucció de tots els edificis destruïts durant aquest període.

### La ciutat industrial i postindustrial

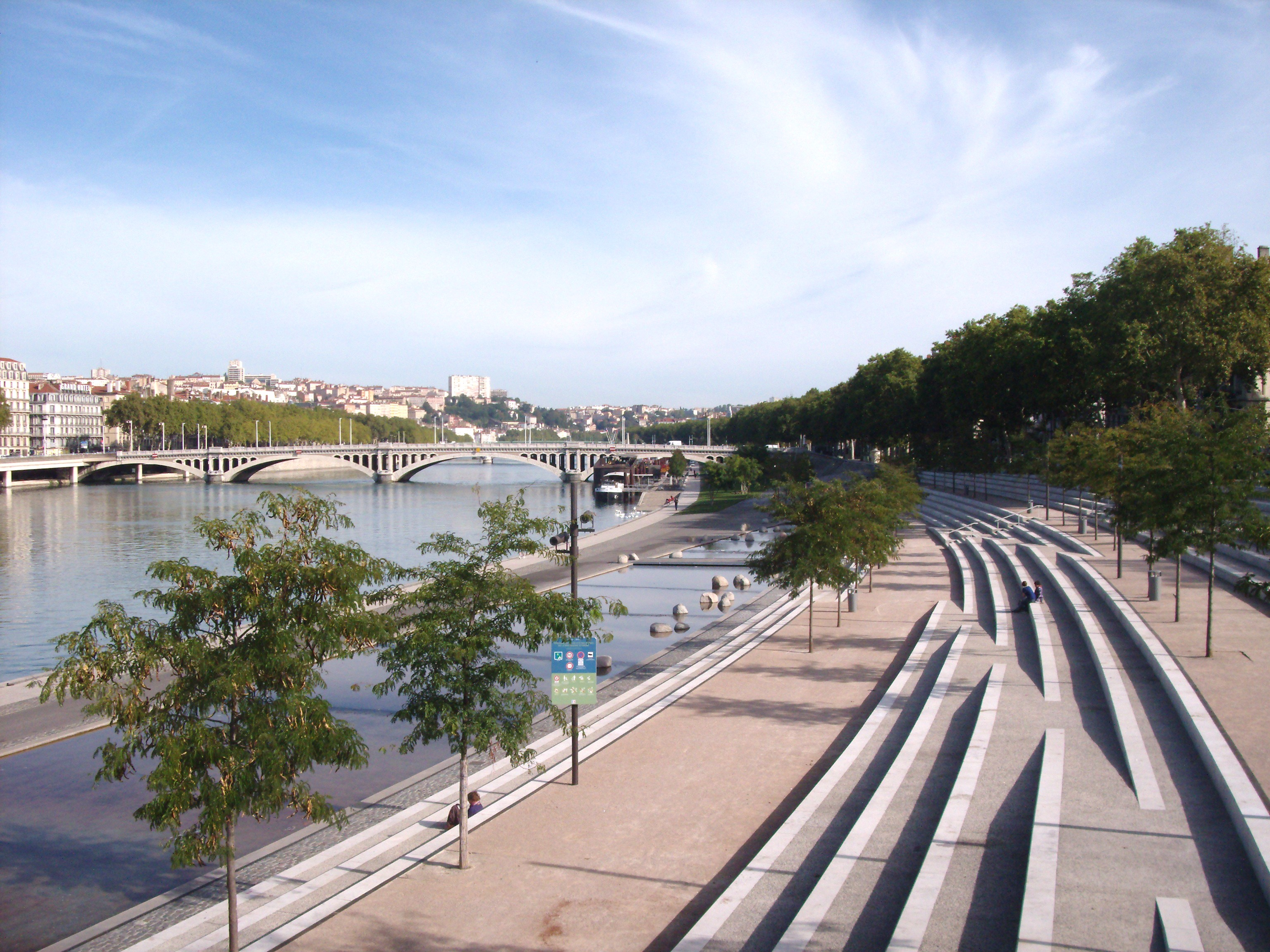
Lió des de les ribes del riu Roine.

Gràcies a la seda, la ciutat es converteix durant el segle xix en una important ciutat industrial. L'inventor Joseph Marie Jacquard que va transformar radicalment la indústria tèxtil amb l'anomenat Teler de Jacquard era oriünd de Lió. Els obrers de la seda de Lió, anomenats "canuts", van realitzar dos aixecaments importants: en 1831 i 1834. La revolta dels canuts de 1831, va veure un dels primers usos registrats de la bandera negra com a emblema de la protesta.www.drapeaunoir.org. «Li Drapeau Noir» (en francès). De 1827 a 1832 es construeix entre Saint-Étienne (Loira) i Lió una de les primeres línies fèrries del món, dissenyada per l'enginyer Marc Seguin. El primer funicular urbà del món va ser construït en els vessants de la Croix-Rousse en 1862. El 1863 es va fundar el Crédit Lyonnais (actualment LCL), que esdevindria un dels bancs més importants de França.
Entre 1894 i 1895 els Germans Lumière, establerts a Lió, van rodar-hi la que es considera la primera pel·lícula de la història del cinemaː La sortida dels obrers de la fàbrica.
Els anys 1872, 1894 i 1914 van tenir lloc a Lió grans exposicions internacionals. Després de la Primera Guerra Mundial es va consolidar la celebració d'una important fira de mostres, aparador dels avenços de la indústria francesa.
Durant el període d'entreguerres l'alcalde Édouard Herriot va encarregar a l'arquitecte lionès Tony Garnier la planificació de diversos equipaments urbans (Stade de Gerland) i d'habitatge social (barri dels Estats Units).
Durant la Segona Guerra Mundial, la ciutat va ser un centre per a les forces d'ocupació alemanyes i també un bastió de la resistència. Jean Moulin va ser capturat als afores de la ciutat el juny de 1943. La ciutat va ser bombardejada el 26 de maig de 1944 per l'aviació aliada, poc abans del seu alliberament el 3 de setembre de 1944. El Centre d'Història de la Resistència i la Deportació, antiga seu de la Gestapo, ret homenatge al passat.
La planificació i realització de noves infraestructures marca la recuperació de la ciutat després de la Segona Guerra Mundial. La nova urbanització de la Cité Internationale (arquitecte Renzo Piano), el sector de la Part-Dieu (a partir de 1967) i la reconversió de l'antiga àrea industrial situada al punt de confluència dels rius Roine i Saona (a partir del 2000) defineixen la fesomia de la ciutat postindustrial. El nou Museu de les Confluències i edificis com l'anomenat "cub taronja" (a la Confluència) o la torre Incity (a la Part-Dieu) en són icones representatives. Sense oblidar la intervenció de l'arquitecte Jean Nouvel a l'Òpera de Lió (1985-1993).
El 1998 es va signar una aliança de ciutats entre Barcelona, Lió, Marsella i Gènova. El 2004 es va establir un acord de cooperació entre Lió, Barcelona i Torí.

## Evolució demogràfica

La metròpoli de Lió.

Per la seva població, Lió és la tercera ciutat de França si tenim en compte tota l'àrea metropolitana (després de París i Marsella) si expliquem únicament la població intramuros. Està situada en el cor d'una regió urbana de 2,9 milions d'habitants, la segona major de França.

### Evolució de la població
Durant els anys 1970-1980, la ciutat de Lió va perdre més de 100.000 habitants. Això es pot atribuir al creixement de la suburbanització, en detriment de certs barris degradats del centre.
La ciutat de Lió va recuperar el dinamisme demogràfic en els anys 1990, amb la renovació de diferents barris (Gerland, Part-Dieu, Vaise, Saint-Rambert), gairebé 57.000 habitants en 16 anys. Més enllà de les raons tècniques, aquest creixement està en context amb l'augment de la població dels centres de les ciutats en Europa. L'augment de la població de la ciutat haurà d'accelerar-se amb la renovació del barri de la Confluència i la densificació del 7º arrondissement.
| 1793    | 1800   | 1806    | 1821    | 1831    | 1836    | 1841    | 1846    | 1851    | 1856    | 1861    | 1866    | 1872    | 1876    | 1881    | 1886    | 1891    | 1896    |
| ------- | ------ | ------- | ------- | ------- | ------- | ------- | ------- | ------- | ------- | ------- | ------- | ------- | ------- | ------- | ------- | ------- | ------- |
| 102 167 | 88 919 | 102 041 | 131 258 | 149 733 | 150 814 | 155 939 | 177 976 | 177 190 | 292 721 | 318 803 | 323 954 | 323 417 | 342 815 | 376 613 | 401 930 | 438 077 | 466 028 |

| 1901    | 1906    | 1911    | 1921    | 1926    | 1931    | 1936    | 1946    | 1954    | 1962    | 1968    | 1975    | 1982    | 1990    | 1999    | 2010    | 2012    | 2014    |
| ------- | ------- | ------- | ------- | ------- | ------- | ------- | ------- | ------- | ------- | ------- | ------- | ------- | ------- | ------- | ------- | ------- | ------- |
| 459 099 | 472 114 | 523 796 | 561 592 | 570 840 | 579 763 | 570 622 | 460 748 | 471 270 | 528 535 | 527 800 | 456 716 | 413 095 | 415 487 | 445 452 | 484 344 | 496 343 | 506 615 |

## Política i administració
La ciutat està governada per un consell municipal composta per 73 membres elegits cada sis anys. L'alcalde és Grégory Doucet, de Europa Ecologia-Els Verds des del 4 de juliol de 2020.

## Societat

### Religió
La religió tradicional històrica ha estat el catolicisme romà i Lió és la seu de un arquebisbat, amb comunitats protestants, ortodoxes i jueus. Hi ha un nombre important de musulmans. La Gran mesquita és la mesquita més gran de la ciutat.

## Economia
Lió i la seva regió són una de les zones industrials més importants d'Europa, formant juntament amb altres regions com Catalunya el grup dels motors d'Europa. Moltes d'aquestes indústries es nodreixen d'estudiants provinents de les escoles d'enginyeria de la seva àrea metropolitana (École Centrale de Lyon o INSA Lyon).

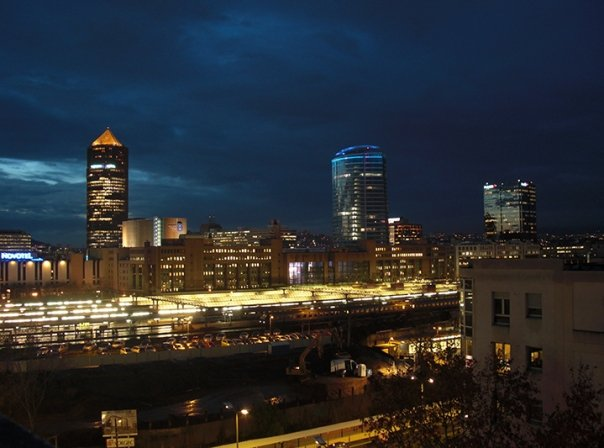
La Part-Dieu

El PIB de la ciutat de Lió i la seva aglomeració era en 2007 de 62000 milions d'euros, segon de França després de París; el PIB mitjà per habitant de 35.700 euros i el poder adquisitiu dels seus habitants és el 21º del món, segons un estudi de UBS AG. La ciutat constitueix un pol de desenvolupament a nivell europeu aprofitant-se de la seva posició com a cruïlla de comunicacions. A més en 2011 estava situada en vuitena posició a nivell global en l'índex Innovation Cities. La regió lionesa té una llarga tradició en iniciatives tecnològiques i econòmiques: la banca i la impremta en el Renaixement, després l'enginyeria mecànica, la recerca científica en química, física, medicina, virologia.

### Grans empreses
Lió és seu de nombroses empreses com l'antic Crédit Lyonnais (fusionat el 2002-3 amb Credit Agricole, donant lloc a la marca LCL); Euronews, Toupargel, Aéroports de Lió, Groupe Seb, Renault Trucks, BioMérieux, Sanofi-Aventis, LVL Medical, Bayer CropScience Europe, Voisin, CEGID, Boiron, Mérial, Infogrames, GL Events, Babolat, Descours & Cabaud, Alptis, April Group, Apicil...
Entre les empreses històriques, ja desaparegudes o foses amb altres, radicades a Lió, es poden esmentar Lyonnaise des eaux (integrada al grup Suez Environnement,) la química Rhône-Poulenc, les automobilístiques Berliet i Rochet-Schneider o la fotogràfica Societat Lumière, dels germans Lumière (finalment fusionada amb el Grup Ilford).

### Barris de negocis

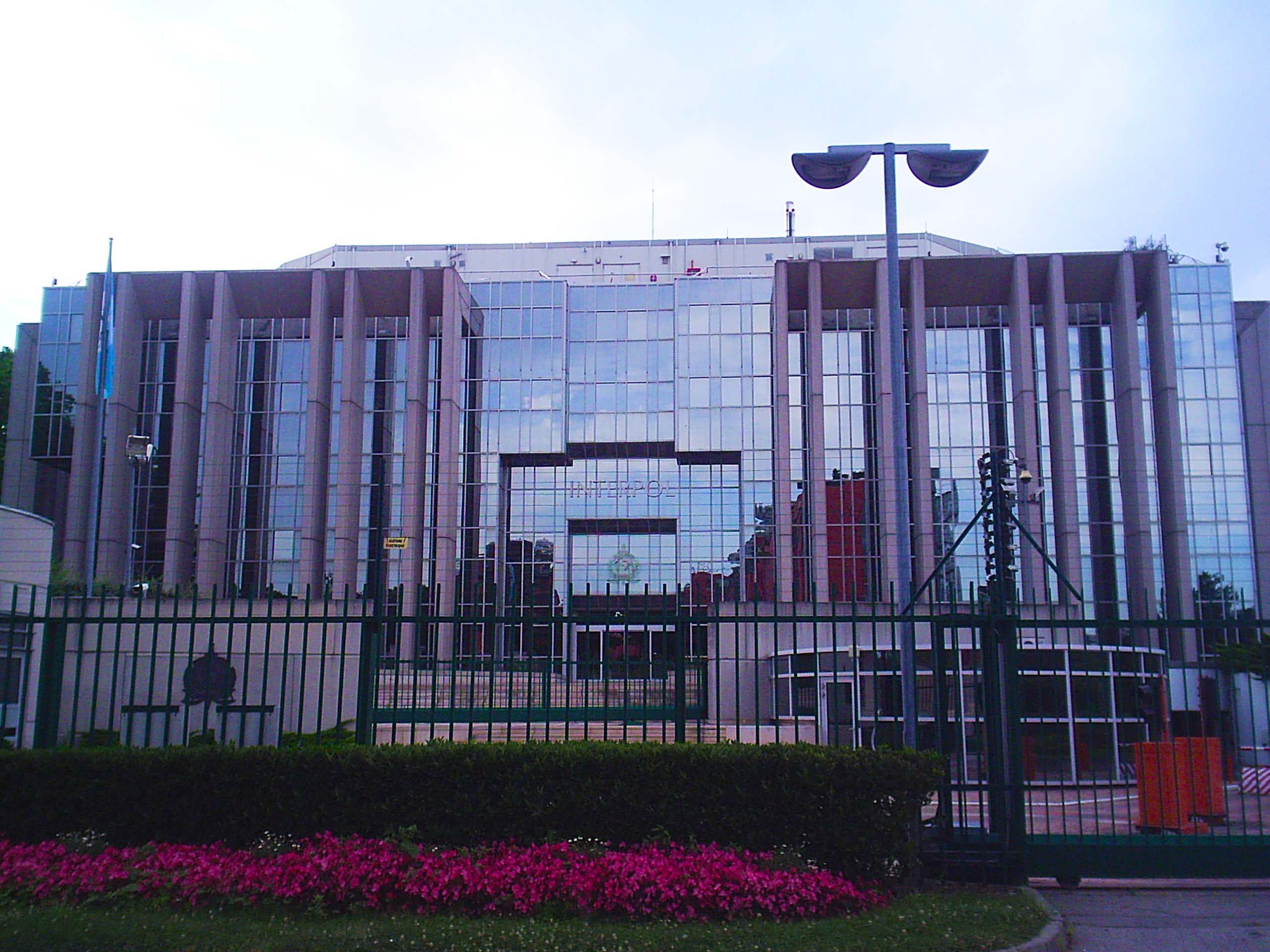
Seu de la Interpol.

L'especialització d'alguns sectors té com a conseqüència la creació de barris de negocis: la Part-Dieu, localitzat en el 3º arrondissement, és el segon districte de negocis de França després de La Défense de París. La Cité Internationale, projectada per l'arquitecte Renzo Piano i acabada en 2006, està situada en el 6º arrondissement al costat del parc de la Tête d'Or; aquí es troba la seu de la Interpol. El barri de la Confluència, al sud del centre històric, és un nou pol econòmic i cultural en desenvolupament.

### Recerca
A Lió es troba el laboratori de recerca P4 Jean Merieux INSERM, el més gran d'Europa de classe 4, on s'investiga sobre els virus més perillosos del món: ébola, Marburgo, Nipah, Hendra, Lassa, Congo-Crimea.

## Transport

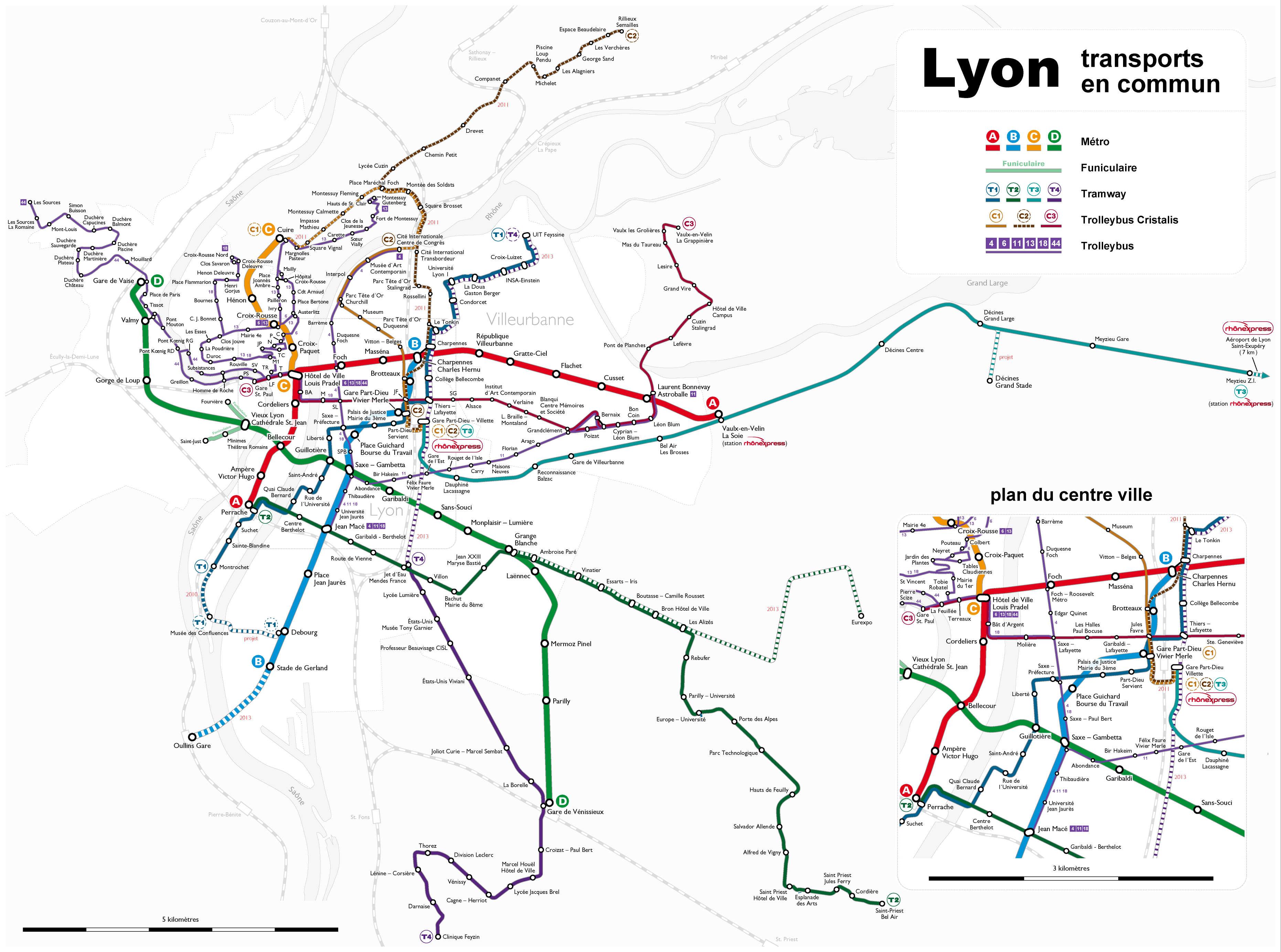
Xarxa de transport

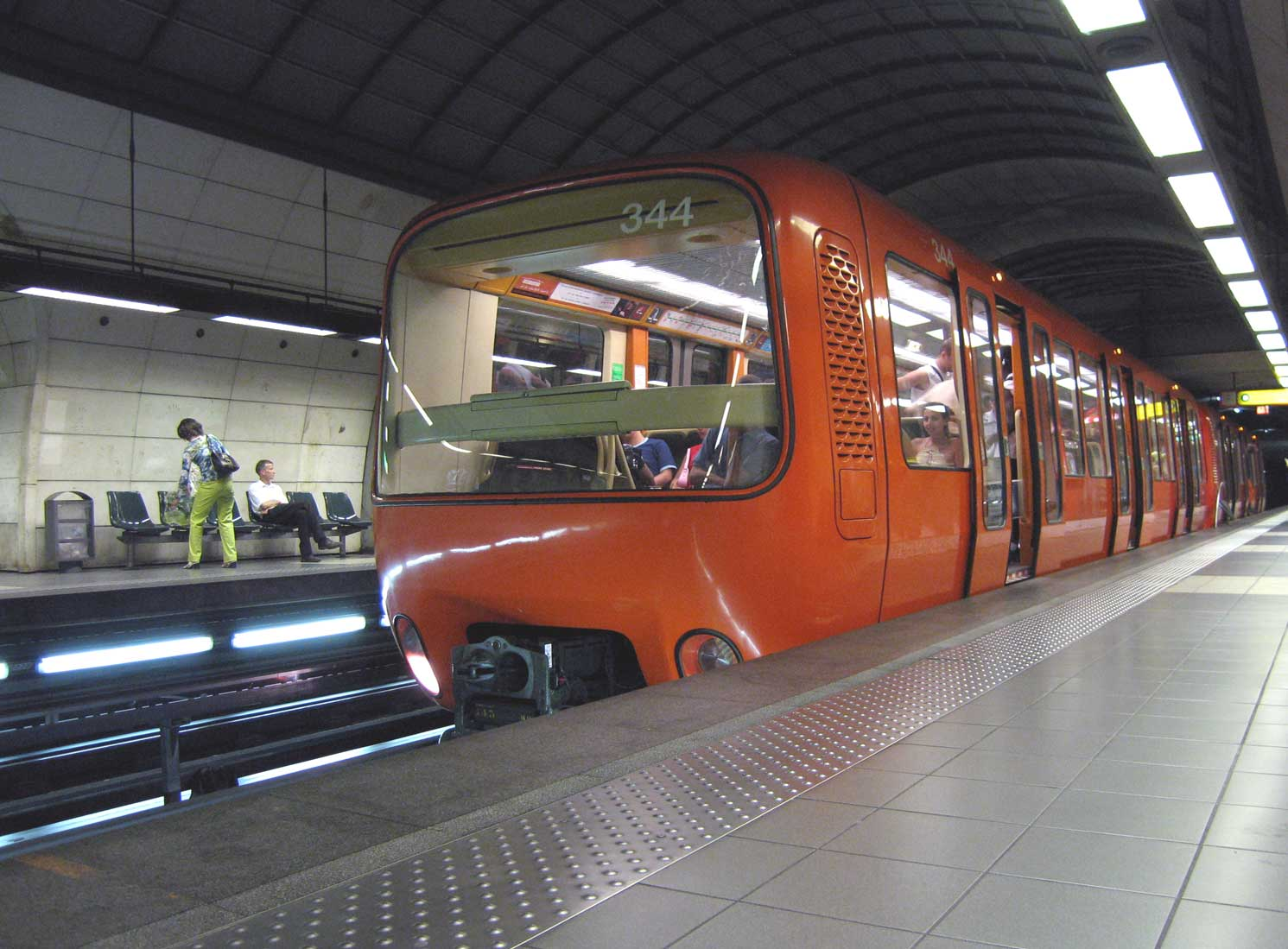
Metro de Lió, línia D.

Per la seva situació geogràfica, Lió és punt de trobada de nombroses autopistes i lloc de pas obligat de les línies ferroviàries cap al sud d'Europa, a més de comptar amb un port sec de primera categoria. Tradicionalment lligada a París i Marsella, la ciutat de Lió tendeix avui dia a enfortir les seves connexions cap a l'est, incloent les ciutats de Ginebra, a Suïssa, i Torí, a Itàlia.

### Aeri
L'aeroport Lió–Saint-Exupéry situat al municipi del Colombier-Saugnieu a 20 km a l'est de la ciutat, i serveix com a base tant per a vols nacionals com a internacionals. A més l'aeroport compta amb una estació de TGV (Estació de Lió Saint-Exupéry) dissenyada per l'arquitecte valencià Santiago Calatrava (1989-1994).

### Ferrocarril
Lió està connectada mitjançant la xarxa de TGV amb el nord (París, Lilla, Brussel·les i pròximament Amsterdam i Estrasburg), oest (Rennes, Nantes) i amb el sud (Marsella, Montpeller i Barcelona).
La ciutat té dues grans estacions ferroviàries, ambdues amb servei TGV: Lió Perrache, inaugurada en 1857 i sobretot Lió Part-Dieu, construïda en 1983 i que és la primera estació francesa per tràfic de viatgers després de les estacions parisenques.
A més existeixen altres estacions petites: Gorge-de-Loup, Vaise, Saint-Paul i Jean Macé.

### Transport públic
Lió disposa del segon sistema de transport públic de França després de Île-de-France amb 1,5 milions de desplaçaments al dia i arribant a 1,7 milions d'habitants.
El TCL (Transports en Commun Lyonnais) és el sistema públic de transport. Comprèn quatre línies de metro, cinc línies de tramvia, dos funiculars, set línies de troleibusos i més de cent línies d'autobusos.

### Bicicletes
L'any 2005 la ciutat de Lió va introduir el sistema de lloguer de bicicletes públiques, denominat Vélo'v que va tenir molt èxit i que va servir d'exemple per altres ciutats com Barcelona (Bicing) i Paris (Velib').

## Cultura i tradicions

### Festes

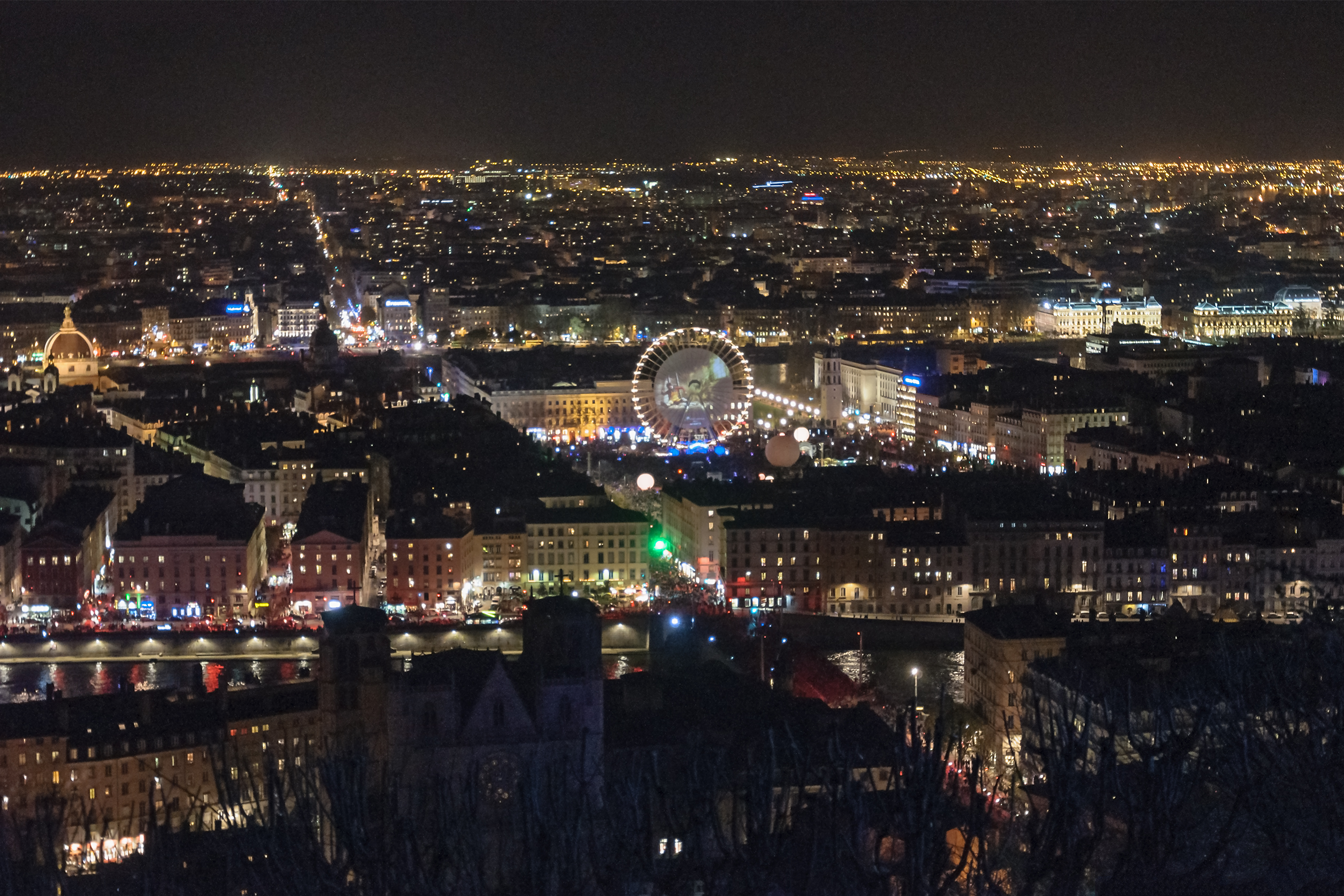
Fête des Lumières

- La fête des Lumières o Illuminations, que se celebra cada 8 de desembre, és la festa més emblemàtica de la ciutat on desenes de milers de ciutadans vinguts de tota França gaudeixen d'espectacles de llum, foc i colors. Edificis i monuments de tota la ciutat són utilitzats per a espectacles de llum i so. Té lloc durant 4 dies l'epicentre dels quals és la nit del 8 de desembre. És l'autèntica festa que identifica als lionesos tenint el seu origen al segle XIX; avui dia té una gran dimensió internacional rebent cada any a prop de 4 milions de visitants.[17]

### Patrimoni arquitectònic

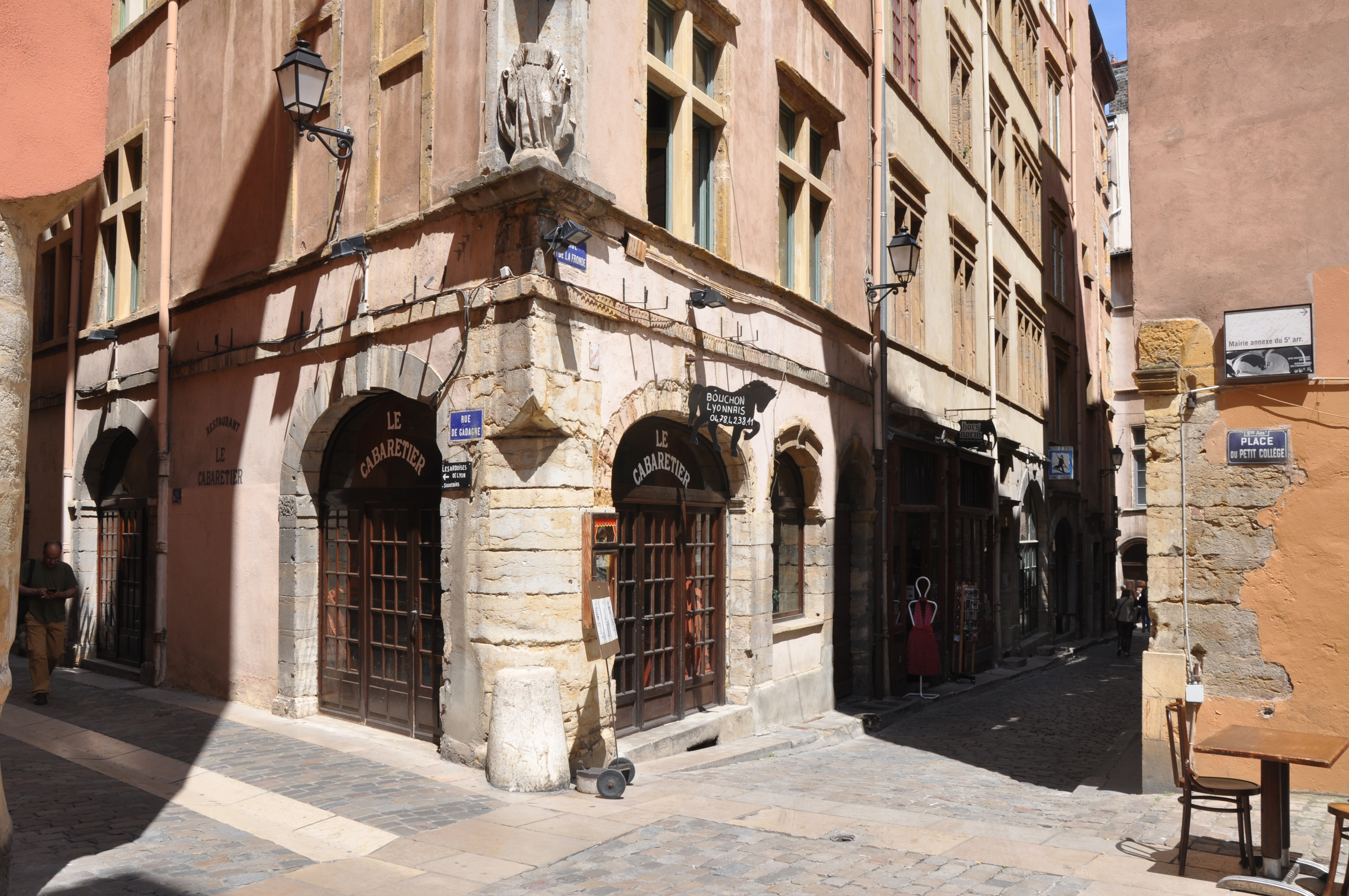
Vell Lió

El pujol de Fourvière

427 hectàrees de la ciutat estan classificades com Patrimoni Mundial de la Humanitat de la Unesco des de 1998, és un dels espais més grans inscrits juntament amb Bordeus. Dins dels espais protegits destaca el pujol de Fourvière - on s'hi por accedir amb el funicular de Fourvière - i els barris antics: el Vieux Lió; el pujol de la Croix-Rousse, patrimoni urbà associat als obrers de la seda anomenats Canuts i la 'Presqu'île que testimonia les evolucions industrials de la ciutat.
La ciutat és membre de l'organització de ciutats patrimoni mundial i està classificada ciutat d'art i d'història segons la Unesco. La llarga història de Lió, que va ser fundada pels romans en el segle I a. C. com la capital de les Tres Gàl·lies i ha continuat des de llavors exercint un paper principal en el desenvolupament econòmic, cultural i polític d'Europa des de llavors, està vívidament il·lustrat pel seu teixit urbà i molts edificis històrics de qualitat de tots els períodes.
Dins del patrimoni protegit es troba:
- El Vell Lió (Vieux Lyon), és el barri medieval i renaixentista, situat a la vora del Saona, al peu del pujol de Fourvière. És un dels barris més extensos que encara queden intactes de l'època medieval i renaixentista. S'hi troba la Catedral de Lió, dedicada a Sant Joan.

- La Croix-Rousse, és un pujol de la ciutat i també el barri que hi ha sobre ella. És un barri singular, profundament marcat pel seu passat com a centre de la indústria de la seda. S'hi troben les restes reconstruïdes de l'amfiteatre de les Tres Gàl·lies. També s'hi troba l'insòlit jardí dedicat a Rosa Mir Mercader, ple de referències gaudinianes, típic exemple de paisatgisme visionari.[21]
- Pujol de Fourvière, on es troba el Teatre gal·loromà de Fourvière i també la basílica Notre-Dame de Fourvière.

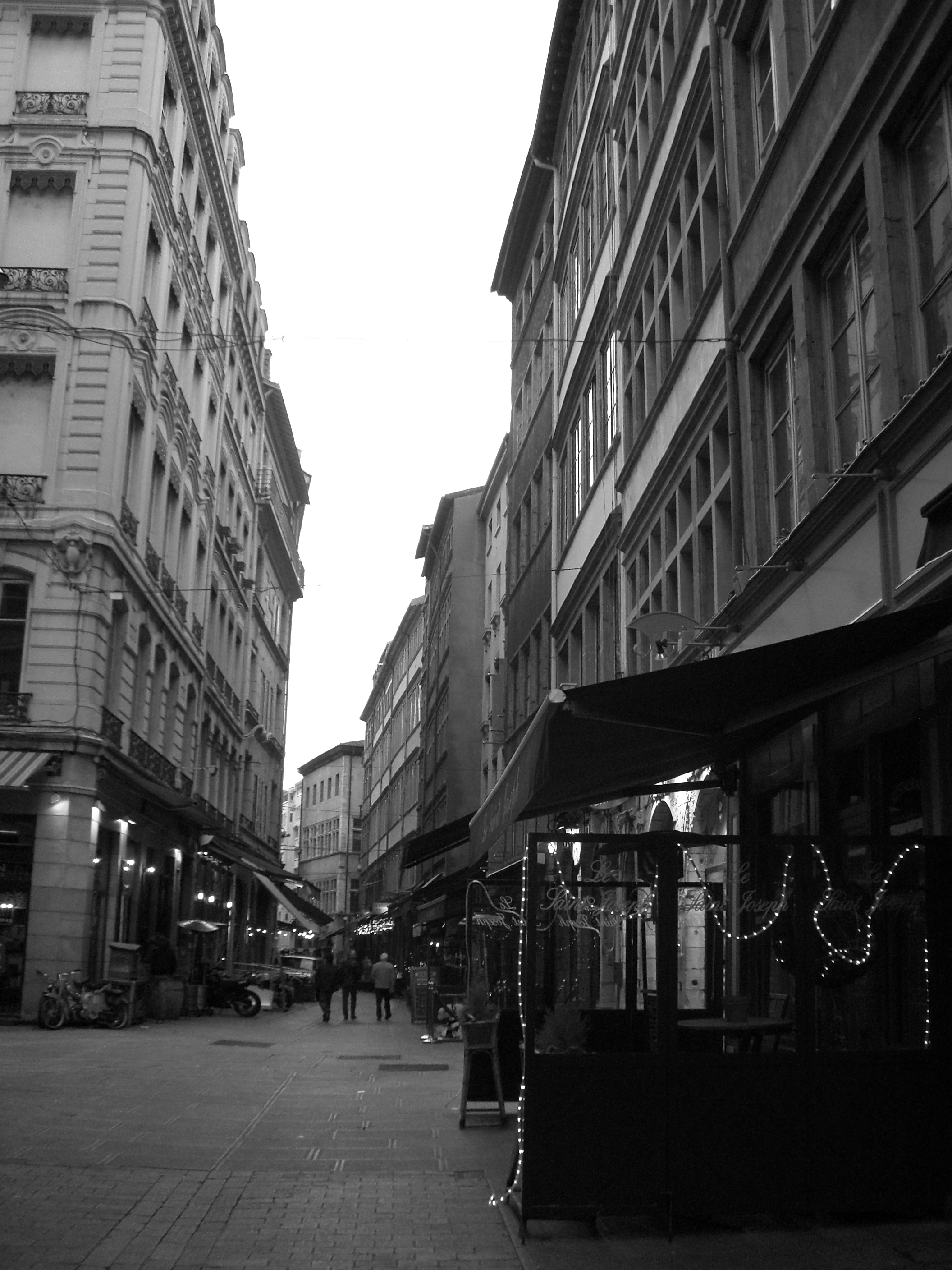
Rue Mercière, a la Presq'île.

- La Presqu'île, que testimonia el desenvolupament industrial de la ciutat és, avui dia, l'autèntic centre de Lion; es tracta de la continuïtat urbana de la ciutat antiga, del Vell Lió pels seus carrers renaixentistes (rue Mercière), les seves grans artèries haussmanianes, les seves places, els seus palaus particulars i els seus monuments clàssics.
- Als afores de Lió, dins del terme d'Eveux, s'hi troba el convent dominicà de Santa Maria de La Tourette, obra de Le Corbusier que figura inscrita a la llista de Patrimoni Mundial de la Unesco, formant part del conjunt de l'obra arquitectònica de Le Corbusier declarat l'any 2016.[22]

El Passatge Thiaffait, una de les més conegudes traboules de Lió, al barri de la Croix Rousse

Les traboules són un element molt característic del paisatge urbà lionès, encara que no exclusiu d'aquesta ciutat. Es concentren al Vell Lió i a la Croix Rousse però també se'n poden trobar a la Presqu'île. Se'n comptabilitzen a la vora de 500. Es tracta de passatges pels interiors dels edificis, amb sortida a dos o més costats, travessant patis i salvant desnivells amb escales. Es diu que van ser decisius per a les xarxes de resistència, tant durant la revolta dels canuts com durant la Segona Guerra Mundial.

### Museus

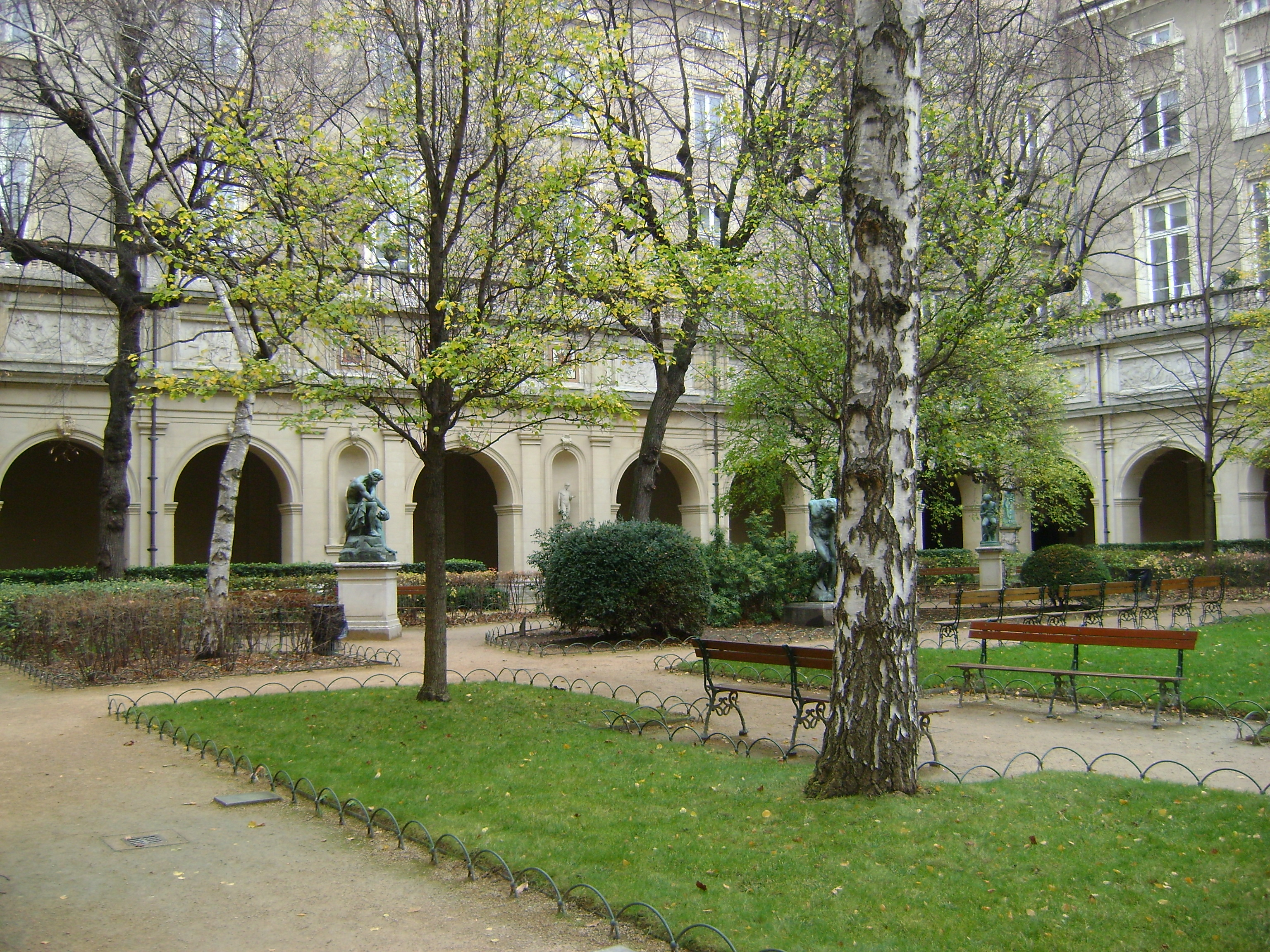
Pati del Museu de Belles Arts amb escultures de Rodin

- Museu de Belles Arts de Lió[23] Instal·lat el 1803 en un antic monestir benedictí, les seves riques col·leccions tenen un ampli abast geogràfic i cronològicː des de l'art egipci fins a començaments del segle xx.
- Museus Gadagne[24]ː dos museus ben diferents en un edifici del Renaixement situat al cor del Vell Lióː el museu d'història de la ciutat i el museu dels titelles del món.
- Museu de les Confluències[25] el més nou dels museus de Lió, inaugurat el 2014. Estratègicament situal al punt on conflueixen el Roine i el Saona. Edifici contemporani per a una proposta museística que proposa reflexions multidisciplinars al voltant de la condició humana.
- Museu dels teixits i de les arts decoratives[26] Testimoni de l'arrelament de la indústria tèxtil a Lió. Un dels grans museus tèxtils del món, amenaçat de tancament per manca de finançament des del 2015 però "salvat" el 2017.[27]
- Museu de la impremta[28] Lió va ser una de les ciutats capdavanteres de la impremta durant el Renaixement.
- Museu d'art contemporani.[29]
- Institut Lumière[30] punt de referència fonamental per als orígens i la història del cinema al mateix lloc on hi va haver la fàbrica Lumière i on es va filmar la primera pel·lícula de la història del cinema.
- Lugdúnum. Museu Galo-romà i teatres romans de Fourvière.[31]
- Centre d'història de la Resistència i la Deportació.

### Titelles
La tradició dels titelles té un fort arrelament a Lió, especialment la dels titelles de guant o putxinel·lis. Servint-se d'aquest tipus de titella, a començaments del segle xix, el lionès Laurent Mourguet, un « canut » (treballador de la indústria de la seda) en atur, va crear els emblemàtics personatges de Guinyol (Guignol) i Gnafron, als quals va donar un marcat caràcter burlesc. Guinyol ha esdevingut tota una icona de Lió, on la tradició dels espectacles de titelles es manté viva i on la seva història es evocada en diversos museus (com el Museu Gadagne de les titelles del món).

### Festivals i esdeveniments
- Les Nuits de Fourvière: Festival de música, teatre i cinema que té lloc les nits d'estiu en el teatre romà de Fourvière (157.000 espectadors en 2013).S. Adam, L. Crozat, M. Rifkiss, F. Bernes. «Un bilan sans fausses notes pour les Nuits de Fourvière 2013» (en francès).
- Nuits sonores: Festival de música electrònica que es desenvolupa en diferents sales i llocs de la ciutat durant un cap de setmana del mes de maig. En la seva edició de 2014 va tenir més de 130.000 espectadors.Pierre-Anthony Triollet. «Chronique des Nuits Sonores 2014» (en francès). Arxivat de l'original el 2014-09-05. [Consulta: 4 octubre 2016].

A més, Lió acull dos biennals internacionals, una dedicada a l'art contemporani i una altra a la dansa; un festival de salsa a la fi de juny, I Salsa Festival'; un festival literari en el mes de març, Quais du polar i amb la finalitat de promoure la ciutat com a bressol del cinema, el Grand Lió ha impulsat des de 2009 el Grand Lion Film Festival Arxivat 2014-02-28 a Wayback Machine..

### Patrimoni gastronòmic
Lió és el bressol d'alguns dels xefs més famosos del planeta com Paul Bocuse o Eugénie Brazier (una de les famoses "mares lioneses") com també de bona part dels plats més famosos de la cuina francesa, com els quenelles, la sopa de ceba, els grattons o l'andouillette. Algunes preparacions culinàries que s'han internacionalitzat són molt conegudes com la salsa lionesa. Això li val ser sovint considerada la «capital mundial de la gastronomia»Web del Gran Lió (en francès) i l'origen de l'Haute cuisine i la nouvelle cuisine. A més es pot gaudir de la rica gastronomia local en els restaurants de la ciutat anomenats Bouchons, dels quals només una vintena són certificats com a autèntics, concentrats sobretot als carrers del Vell Lió, a la concorreguda Rue Mercière i al sector de la Presqu'île. Entre els dolços destaquen els pralines (sovint com a farcit de pastissos i brioches) i els coussins. En canvi, malgrat el nom, no tenen res a veure amb Lió els dolços que als Països Catalans s'anomenen Lioneses.

## Educació

### Educació superior
Lió és, després de París, la segona ciutat de França per nombre d'estudiants en estudis superiors. L'aglomeració lionesa alberga a uns 120.000 estudiants.

#### Universitats

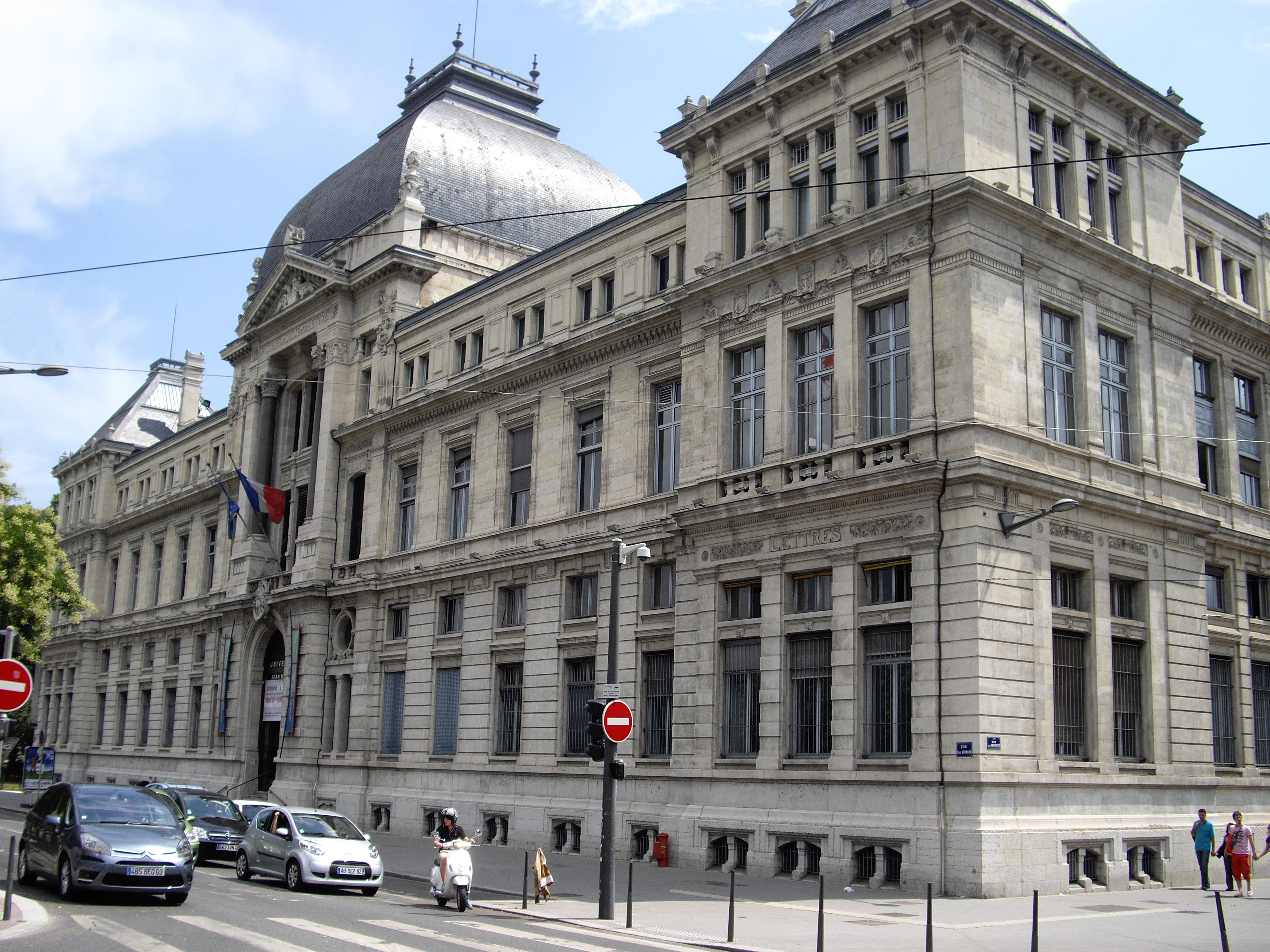
Edifici principal de la Universitat de Lió III

- Universitat de Lió, agrupa les 3 universitats públiques de la ciutat.
- Universitat de Lió I - Claude Bernard
- Universitat de Lió II - Lumière
- Universitat de Lió III - Jean Moulin
- Universitat Catòlica de Lió (privada)

#### Centres d'ensenyament superior
- E-artsup Institut
- Escola Normal Superior de Lió

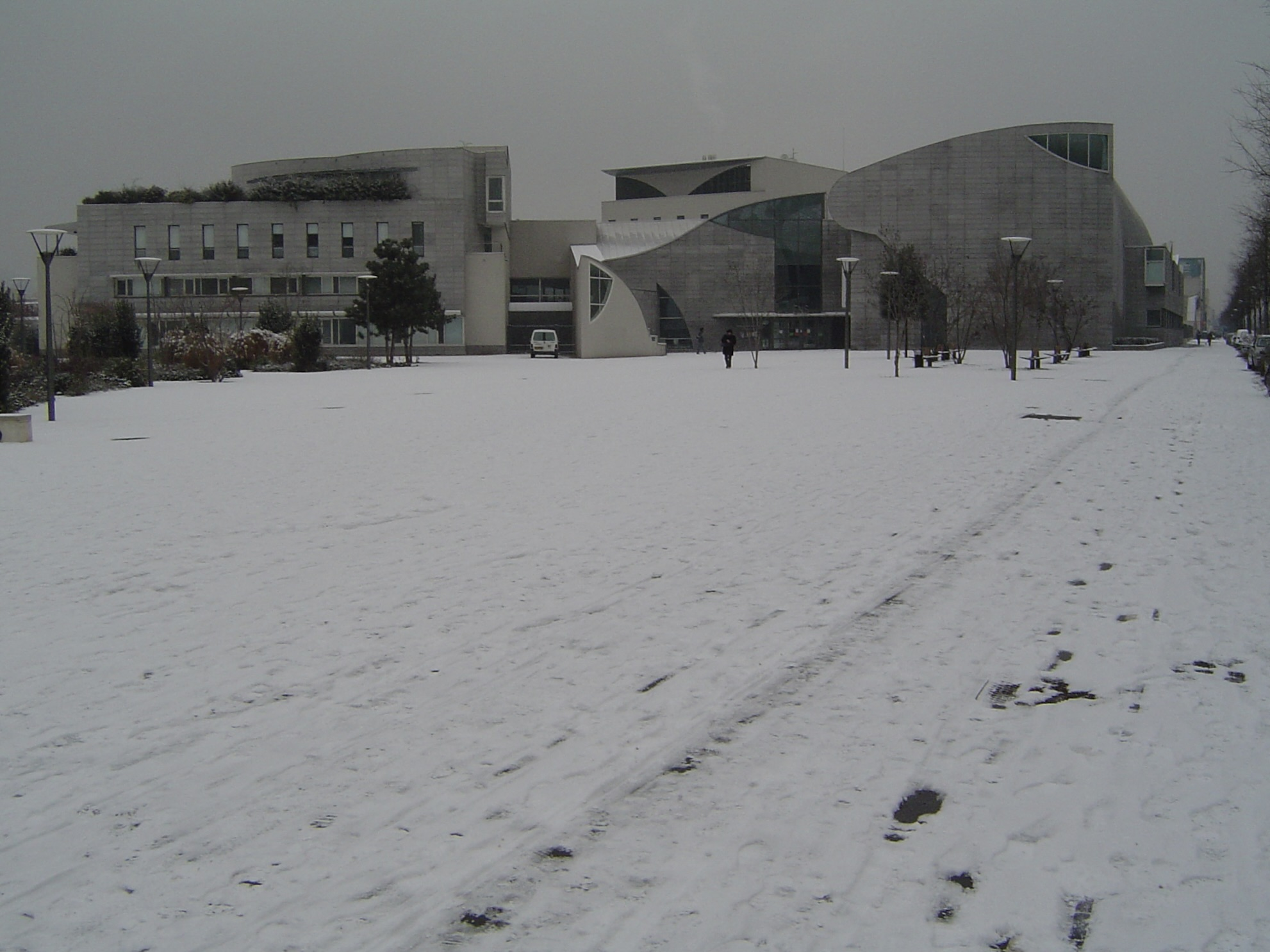
École normale supérieure lettres et sciences humaines

- École normale supérieure lettres et sciences humaines
- Institut d'Estudis Polítics de Lió
- Institut National des Sciences Appliquées de Lió
- École Centrale de Lió ECL
- École spéciale de mécanique et d'électricité
- École catholique des arts et métiers
- École supérieure chimie physique électronique de Lió
- École nationale supérieure d'architecture de Lió
- EMLYON Business School
- Ecole supérieure de commerce et de management
- Institut supérieur européen de formation par l'action
- École de commerce européenne
- École nationale supérieure des sciences de l'information et des bibliothèques
- Institut des Technologies de l'Environnement
- Institut supérieur d'agriculture et d'agroalimentaire Rhône-Alpes
- Institut textile et chimique de Lió
- École nationale vétérinaire de Lió
- École nationale des travaux publics de l'État
- ISCPA - Institut des Médias
- École pour l'informatique et les nouvelles technologies
- École privée des sciences informatiques
- Institut Polytechnique de Lió
- Institut polytechnique des sciences avancées
- Institut régional d'administration
- Institut supérieur européen de gestion group
- École du service de santé des armées de Lyon-Bron
- Institut des sciences et techniques de l'ingénieur de Lyon
- École nationale des beaux-arts de Lyon
- École nationale supérieure de la police
- Institut Commercial Lyonnais
- École Interculturelle de Français pour Étrangers
- Sup’Biotech

## Lionesos il·lustres

### Nadius il·lustres

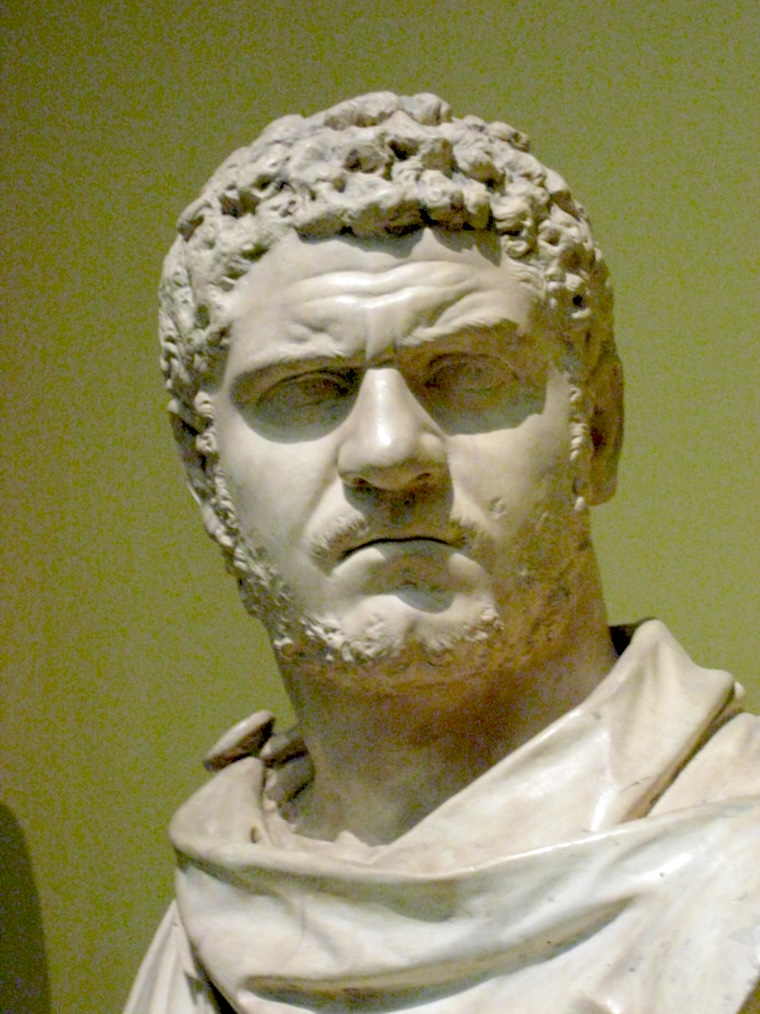
Bust de l'emperador Caracalla

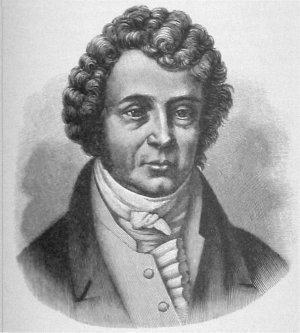
André-Marie Ampère

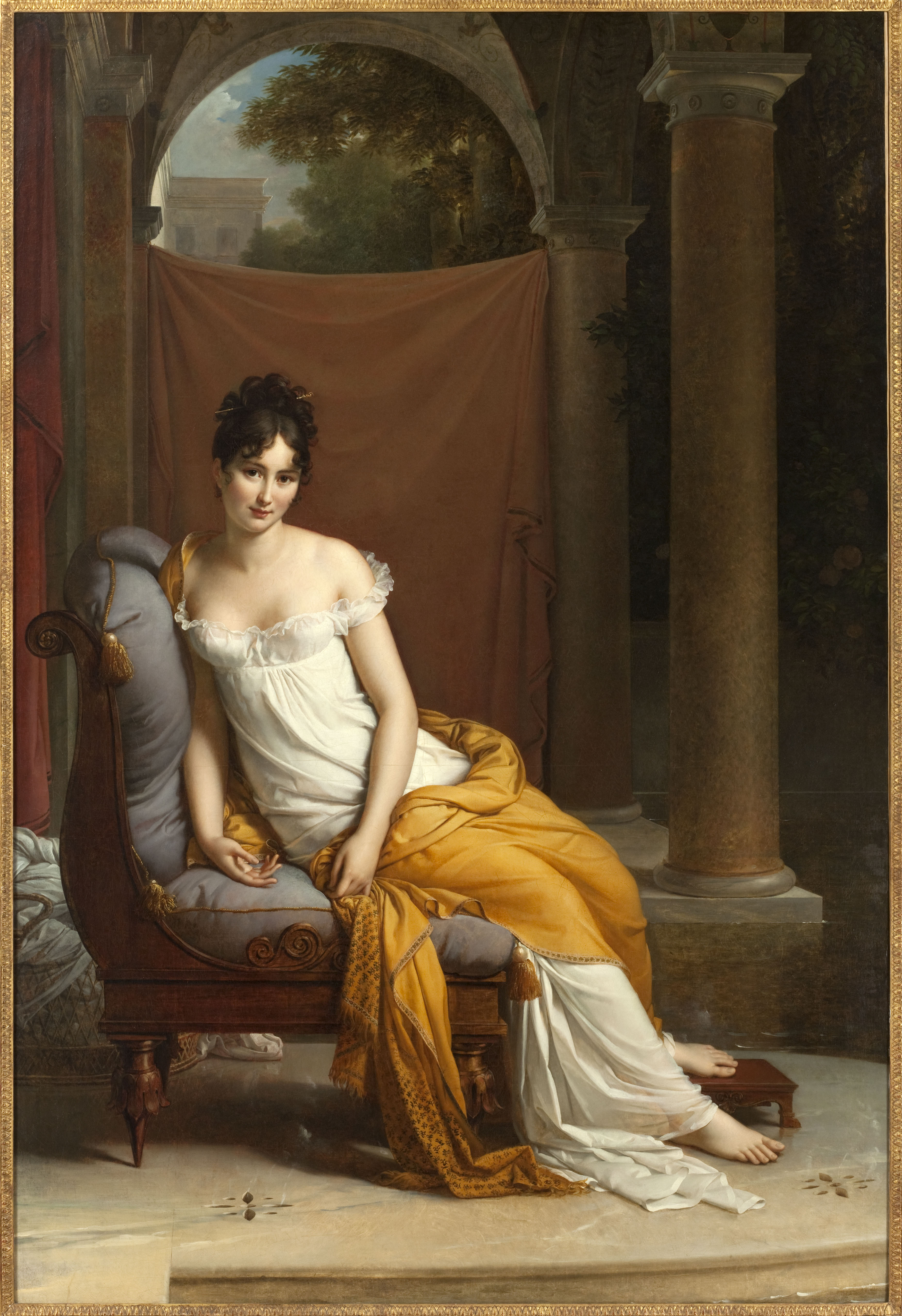
Juliette Récamier

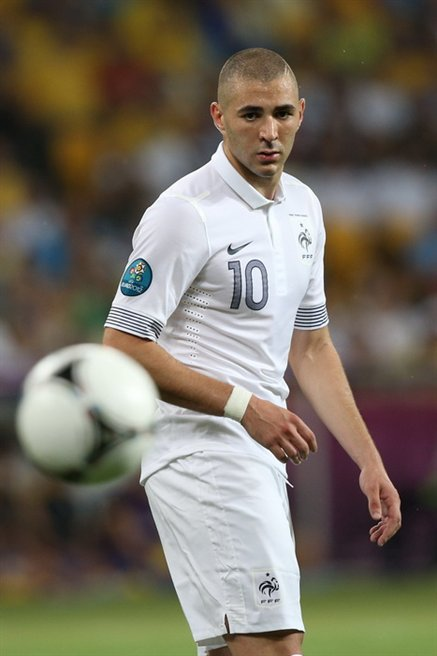
Karim Benzema

- Abat Pierre (Henri Grouès), membre de la resistència i religiós fundador de l'organització humanitària Emaús.
- Éric Abidal, futbolista
- Pierre-Frédéric Achard (1808-1856), actor teatral
- Léon Achard (1831-1905), actor teatral
- Jean-Paul Alduy, politic
- André-Marie Ampère, físic
- Marie Antier (1687-1747), cantant d'òpera.
- Jean-Baptiste Arban (1825-1889), corneta, compositor i director d'orquestra
- Pierre-Simon Ballanche, filòsof i escriptor
- Jacques-Marie Beauvarlet-Charpentier (1766-1834), compositor i organista
- François Bédarida, historiador
- Karim Benzema, futbolista
- Stéphane Bern, presentador de televisió
- Pharamond Blanchard, pintor, il·lustrador i escriptor
- Marc Bloch, historiador
- Caracal·la, emperador romà
- Bernard Cerquiglini, lingüista
- Gabriel Chevallier, escriptor
- Antoine Claudet, fotògraf
- Claudi, emperador romà
- Nicolas Coustou, escultor
- Antoine Coysevox (1640-1720), escultor barroc
- Jacques Deray
- Natalie Dessay, soprano
- Youri Djorkaeff
- Pierre Dupont, poeta i cantant
- Thomas Fantet de Lagny, matemàtic
- Jean Fléchet, director cinematogràfic i escriptor
- Louis Fleury, músic
- Tony Garnier, arquitecte
- Walter Gieseking
- Héctor Guimard
- Émile Guimet
- Joseph Marie Jacquard
- Maurice Jarre, compositor
- Jean Michel Jarre, compositor
- Alexis Jenni, escriptor
- Antoine de Jussieu, naturalista i botànic
- Allan Kardec
- Louise Labé, poeta
- Gérard Larrousse, pilot de curses
- Jean Lassalle, baríton
- Jean-Marie Leclair, compositor
- François Fréderic Lemot, escultor
- Louis Marchand, compositor
- Jean-Louis-Ernest Meissonier
- André Morellet
- Louis Néel, físic, Premi Nobel de Física de l'any 1970.
- Olivier Panis, pilot de Fórmula 1
- Claude Joseph Paris, compositor
- Pierre Puvis de Chavannes
- Juliette Récamier
- Antoine de Saint-Exupéry, escriptor i aviador
- Jean-Baptiste Say, economista
- Sidoni Apol·linar
- Solimà Paixà al-Faransawi
- Louis Gabriel Suchet
- Bertrand Tavernier
- Jean-Claude Trichet, economista
- Georges Valiron, matemàtic, Premi Poncelet de 1948
- Éric Vuillard, escriptor, Premi Goncourt de 2017
- Charles-Marie Widor, compositor i organista

## Vista panoràmica

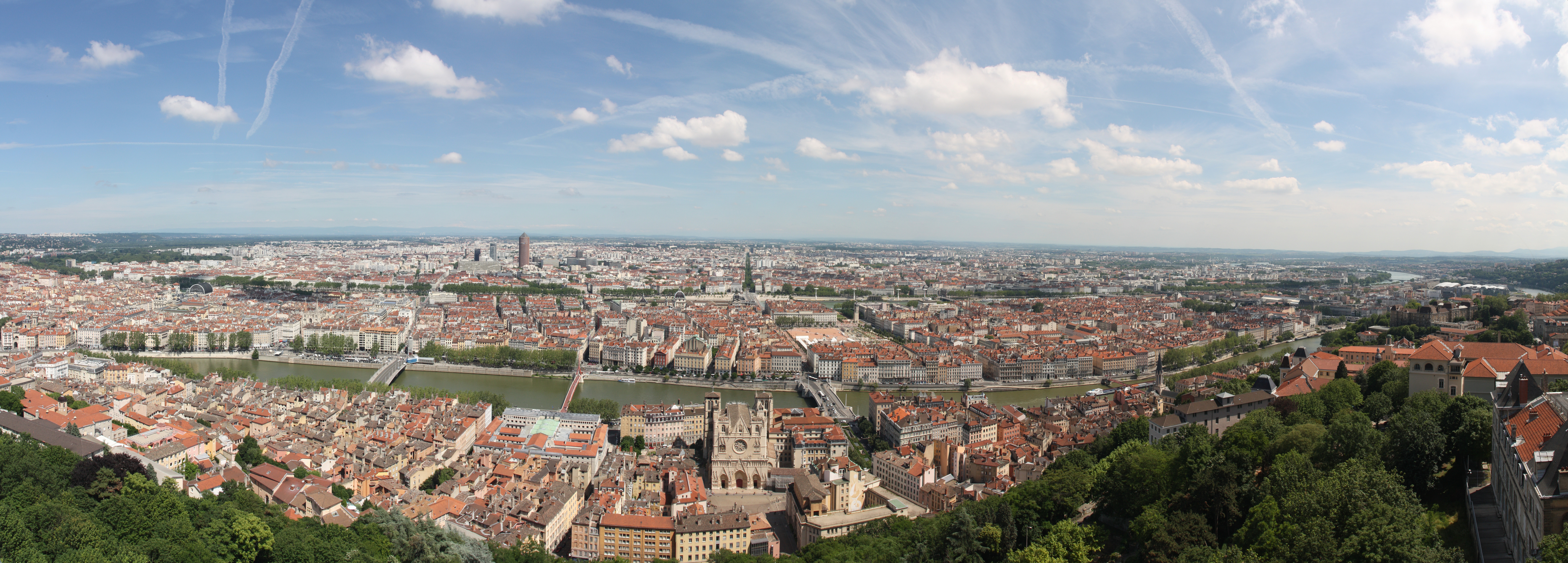
Vista panoràmica des de la basílica de Fourvière

### Altres lionesos il·lustres
- Blandina, verge i màrtir
- Ireneu, bisbe
- Agobard, bisbe
- Édouard Herriot, polític, alcalde
- Germans Lumière, inventors
- Valdès de Lió
- Euqueri de Lió